# Canto de jarana
En el Perú, el canto de jarana no es más que una forma tradicional de cantar la marinera limeña, desde que la marinera se complementa con una resbalosa, llamadas y fugas. Consiste en un contrapunto en el cual se cantarán tres marineras, una resbalosa y llamadas y fugas cuantas quieran o puedan ser cantadas por los cantores.
Esta forma de canto es más conocida como marinera de 5-3 en la que participan tres cantores, los cuales se turnan las cuartertas, que son tres por cada marinera, de tal manera que todos puedan en algún momento poner la primera. En la resbalosa lo que hacen es arranchar los cantos entre ellos, entonces tienen cinco oportunidades de hacer punto el que hace tres puntos ganó la pusta de contrapunto.
- Datos: Q5747883